# Karatuzsky (huyện)
Huyện Karatuzsky (tiếng Nga: Каратузский райо́н) là một huyện hành chính tự quản (raion), của Vùng Krasnoyarsk, Nga. Huyện có diện tích 10239 kilômét vuông, dân số thời điểm ngày 1 tháng 1 năm 2000 là 20200 người. Trung tâm của huyện đóng ở Karatuzskoye.